# Malick Evouna
Malick Evouna (ur. 28 listopada 1992 w Libreville) – gaboński piłkarz grający na pozycji napastnika. Od 2022 jest zawodnikiem Aswan SC.

## Kariera klubowa
Swoją karierę piłkarską Evouna rozpoczął w klubie Cercle Mbéri Sportif. W sezonie 2008/2009 zadebiutował w jego barwach w gabońskiej ekstraklasie. W 2012 roku przeszedł do klubu CF Mounana. W sezonie 2012/2013 wywalczył z nim wicemistrzostwo Gabonu oraz zdobył Puchar Gabonu.
Latem 2013 Evouna przeszedł do marokańskiego klubu Wydad Casablanca. W sezonie 2014/2015 wywalczył z nim tytuł mistrza Maroka. W 2015 roku został zawodnikiem egipskiego klubu Al-Ahly Kair. W sezonie 2015/2016 wywalczył z nim mistrzostwo Egiptu.
Latem 2016 roku Evouna został zawodnikiem chińskiego klubu Tianjin Teda, który zapłacił za niego kwotę 7,3 miliona euro. W Tianjin Teda zadebiutował 21 września 2016 w wygranym 4:0 domowym meczu z Changchun Yatai. W debiucie strzelił gola. W sezonie 2017/2018 był wypożyczony do Konyasporu.
W 2018 roku Evouna przeszedł do portugalskiego CD Santa Clara. W 2020 roku był z niego wypożyczony do drugoligowego CD Nacional. W 2021 grał w tunezyjskim Club Sportif Sfaxien, z którym zdobył Puchar Tunezji. W 2022 był zawodnikiem rodzimego AS Pélican, a następnie przeszedł do egipskiego Aswan SC.
| Sezon   | Klub                 | Kraj       | Rozgrywki               | Mecze | Gole |
| ------- | -------------------- | ---------- | ----------------------- | ----- | ---- |
| 2008/09 | Cercle Mbéri Sportif | Gabon      | Championnat National D1 | ?     | ?    |
| 2009/10 | Cercle Mbéri Sportif | Gabon      | Championnat National D1 | ?     | ?    |
| 2010/11 | Cercle Mbéri Sportif | Gabon      | Championnat National D1 | ?     | ?    |
| 2011/12 | Cercle Mbéri Sportif | Gabon      | Championnat National D1 | ?     | ?    |
| 2012/13 | CF Mounana           | Gabon      | Championnat National D1 | 17    | 12   |
| 2013/14 | Wydad Casablanca     | Maroko     | Botola                  | 28    | 8    |
| 2014/15 | Wydad Casablanca     | Maroko     | Botola                  | 26    | 16   |
| 2015/16 | Al-Ahly Kair         | Egipt      | I liga                  | 24    | 12   |
| 2016    | Tianjin Teda         | Chiny      | Super League            | 10    | 3    |
| 2017/18 | Konyaspor            | Turcja     | Süper Lig               | 10    | 0    |
| 2018/19 | CD Santa Clara       | Portugalia | Primeira Liga           | 6     | 0    |
| 2019/20 | CD Santa Clara       | Portugalia | Primeira Liga           | 1     | 0    |
| 2019/20 | CD Nacional          | Portugalia | Segunda Liga            | 2     | 0    |
| 2020/21 | CD Santa Clara       | Portugalia | Primeira Liga           | 0     | 0    |
| 2020/21 | Club Sportif Sfaxien | Tunezja    | CLP-1                   | 2     | 0    |
| 2022    | AS Pélican           | Gabon      | Championnat National D1 | ?     | ?    |

## Kariera reprezentacyjna
W reprezentacji Gabonu Evouna zadebiutował 11 września 2012 w wygranym 1:0 towarzyskim meczu z Arabia Saudyjską. W 2015 roku został powołany do kadry na Puchar Narodów Afryki 2015. Zagrał na nim w trzech meczach: z Burkina Faso (2:0 i gol w 72. minucie), z Kongiem (0:1) i z Gwineą Równikową (0:2).